# 十市県主大目
磯城県主大目（しきのあがたぬしのおおめ、生没年不詳）は、古代日本の豪族で、磯城県主の一人。

## 概要
『日本書紀』では磯城県主で孝霊天皇の皇后である細媛命の父とされるが、『古事記』では十市県主の祖とある。